# Jüdischer Friedhof (Peckelsheim)

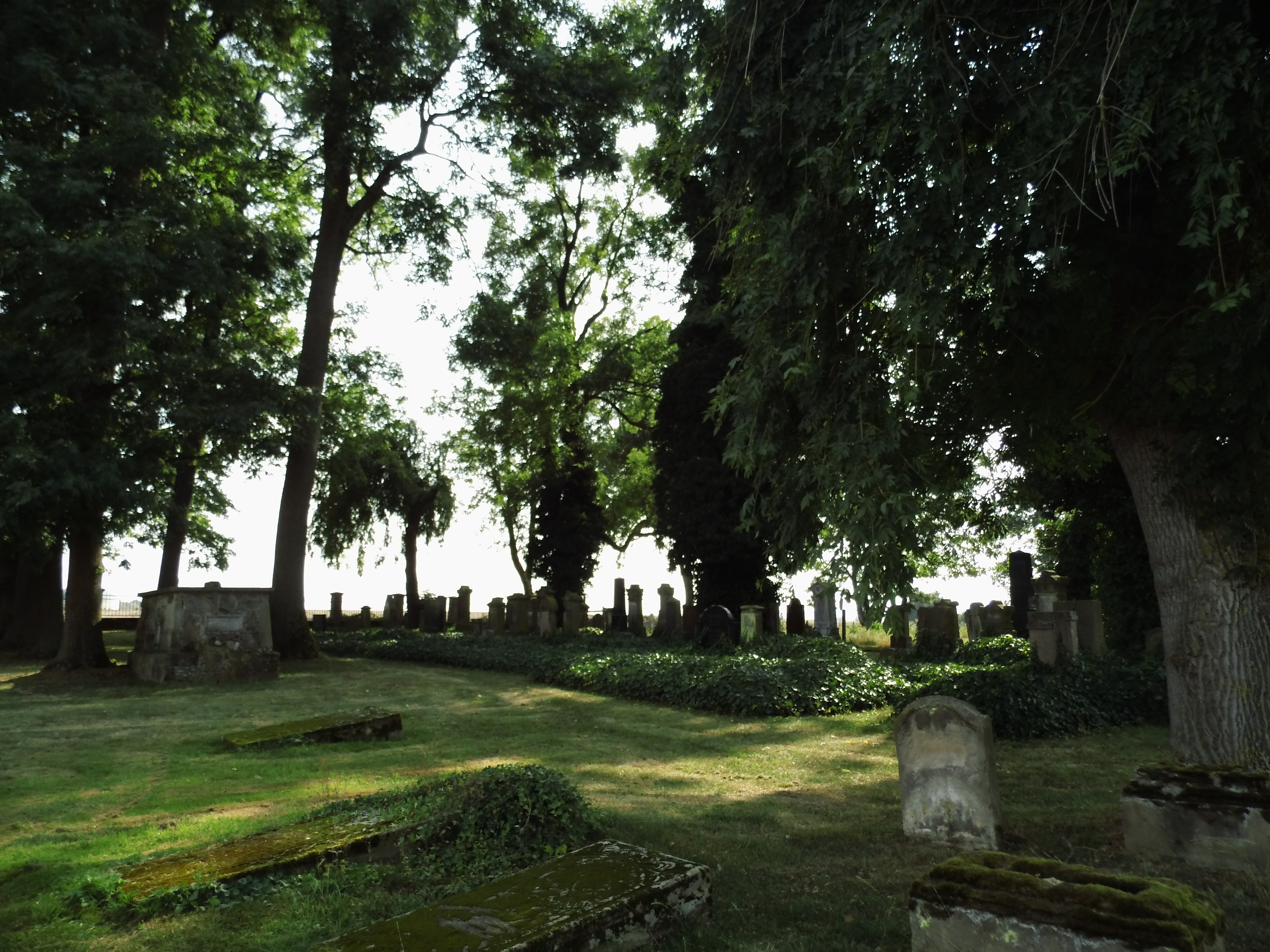
Jüdischer Friedhof Peckelsheim (August 2019)

Der Jüdische Friedhof Peckelsheim befindet sich im Stadtteil Peckelsheim der Stadt Willebadessen im Kreis Höxter in Nordrhein-Westfalen. Als jüdischer Friedhof ist er ein Baudenkmal, das unter der Denkmal-Nummer 74 seit dem 3. Juni 1993 unter Denkmalschutz steht.
Auf dem Friedhof an der Wassertorstraße, der von vor 1850 bis 1962 belegt wurde, sind einige Grabsteine erhalten. Der früheste erhaltene Grabstein ist von 1845. Etwa die Hälfte des Friedhofs ist mit Gräbern belegt. Die Emblematik der erhaltenen Grabsteine ist teilweise ungewöhnlich. Während der NS-Zeit wurde der Friedhof erheblich zerstört. Zwölf einfache Grabsteine und ein Doppelgrabstein fehlen. Erste Bemühungen um eine Wiederherstellung nach dem Zweiten Weltkrieg scheiterten, und die Restaurierung kam erst auf Druck der jüdischen Gemeinde Warburg zustande. Nach dem Zweiten Weltkrieg wurden zahlreiche Grabsteinfragmente zu einem Mahnmal zusammengefügt, das die Inschrift „Dahingeschiedene – verzeihet, dass Brüche Euerer Grabsteine hier Verwendung fanden – nur durch diesen Bau konnte euch eine Genugtuung gegeben werden“.